# 828 (numero)
Ottocentoventotto (828) è il numero naturale dopo l'827 e prima dell'829.

## Proprietà matematiche
- È un numero pari.
- È un numero composto con 18 divisori: 1, 2, 3, 4, 6, 9, 12, 18, 23, 36, 46, 69, 92, 138, 207, 276, 414, 828. Poiché la somma dei suoi divisori (escluso il numero stesso) è 1356 > 808, è un numero abbondante.
- È un numero rifattorizzabile in quanto divisibile per il numero dei propri divisori.
- È un numero semiperfetto in quanto pari alla somma di alcuni (o tutti) i suoi divisori.
- È un numero di Harshad in base 10 in quanto divisibile per la somma delle sue cifre.
- È un numero colombiano nel sistema numerico decimale.
- È un numero pratico.
- È un numero malvagio.
- È un numero palindromo e un numero ondulante nel sistema numerico decimale e nel sistema posizionale a base 15 (3A3).
- È un numero palindromo e un numero a cifra ripetuta nel sistema posizionale a base 35 (NN).
- È parte delle terne pitagoriche (205, 828, 853), (345, 828, 897), (621, 828, 1035), (828, 896, 1220), (828, 1104, 1380), (828, 1479, 1695), (828, 1771, 1955), (828, 2035, 2197), (828, 2415, 2553), (828, 3120, 3228), (828, 3680, 3772), (828, 4725, 4797), (828, 6321, 6375), (828, 7429, 7475), (828, 9504, 9540), (828, 14271, 14295), (828, 19035, 19053), (828, 28560, 28572), (828, 42845, 42853), (828, 57129, 57135), (828, 85696, 85700), (828, 171395, 171397).

## Astronomia
- 828 Lindemannia è un asteroide della fascia principale del sistema solare.
- NGC 828 è una galassia a spirale della costellazione dell'Andromeda.

## Astronautica
- Cosmos 828 è un satellite artificiale russo.